# Гостиловка (Омская область)
Гостиловка — село в Полтавском районе Омской области России. Входит в состав Еремеевского сельского поселения.

## История
Основано в 1910 году. В 1928 году село состояло из 29 хозяйств, основное население — украинцы. В административном отношении являлось центром Гостиловского сельсовета Полтавского района Омского округа Сибирского края.

## Население
| 1926 | 2010 |
| ---- | ---- |
| 146  | ↗175 |

## Улицы
- ул. Лесная,
- ул. Победы,
- ул. Центральная.